# Zdravotní postižení
Zdravotní postižení je určitá odchylka ve zdravotním stavu člověka, která jej omezuje v určité činnosti (pohyb, kvalita života, uplatnění ve společnosti). Slovem handicap se v Česku označuje jak samotné zdravotní znevýhodnění, tak i omezení nebo nemožnost pracovat (snížená pracovní schopnost).

## Definice a regulace

Symboly pro označení postižených osob

Pro zdravotní znevýhodnění (hendikep) se v češtině většinou užívá slovního spojení zdravotní postižení, pro jedince pak označení osoba se zdravotním postižením nebo zdravotně postižený. Definování pojmu postižení prošlo od roku 1980 značným vývojem. Zájem se postupně přesunul ze zkoumání samotného omezení a neschopností osob s postižením na jejich inkluzi, možnosti konat aktivity a účastnit se života ve společnosti (i s potřebnou pomocí a podporou).
Z pedagogického hlediska lze za osoby s postižením považovat „všechny děti, mladé lidi a dospělé, kteří jsou v učení, sociálním chování, v komunikaci a řeči nebo v psychomotorických schopnostech tak omezeni, že jejich spoluúčast na životě ve společnosti je podstatně ztížena.“ Tito jedinci tak potřebují speciálněpedagogickou podporu.

### Organizace spojených národů
Dne 13. prosince 2006 přijala Organizace spojených národů Úmluvu o právech osob se zdravotním postižením. Tato úmluva nespojuje zdravotní postižení pouze se zdravotní diagnózou. Za osoby se zdravotním postižením považuje "osoby mající dlouhodobé fyzické, duševní, mentální nebo smyslové postižení, které v interakci s různými překážkami může bránit jejich plnému a účinnému zapojení do společnosti na rovnoprávném základě s ostatními."

### Světová zdravotnická organizace (WHO)
V roce 1980 Světová zdravotnická organizace (WHO – World Health Organization) vymezila termín postižení v Mezinárodní klasifikaci vad, postižení a handicapů (ICIDH – International Classification of Impairments, Disabilities and Handicaps). V této klasifikaci jsou užity tři termíny: poškození (impairment), omezení (disability) a postižení (handicap). Pořadí a oddělení těchto termínů poukazuje na jejich vzájemnou návaznost i jednotlivou specifičnost. Poškozením se míní samotné porušení organické, mentální či psychické složky nebo funkce člověka. Z poškození vyplývá určité omezení nebo neschopnost konat činnost či více činností v rozsahu nebo způsobem, který je pro člověka bez tohoto omezení jinak běžný. Tento individuální nedostatek může omezovat či znemožňovat plnění (sociální) role nebo rolí, které by byly pro konkrétního jedince jinak normální. Vzniklé znevýhodnění již dosahuje společenských a sociálních rozměrů a jedná se tak o postižení (handicap).
Světová zdravotnická organizace v roce 1997 změnila pojmy užívané od roku 1980 (poškození – impairment, omezení – disability, postižení – handicap) a v Mezinárodní klasifikaci postižení tak uvedla jejich nové znění od roku 1998: poškození (impairment), aktivita (aktivity) a participace (participation). Úprava termínů vychází z nového pohledu na osoby s postižením, kdy se stále více zohledňuje účast těchto lidí na životě ve společnosti. V souvislosti s narůstající integrací osob s postižením do společnosti přispívá nový přístup ke klasifikaci postižení k samostatnějšímu způsobu jejich života.
V roce 2001 vydala Světová zdravotnická organizace Mezinárodní klasifikaci funkčnosti, postižení a zdraví (International Classification of Functioning, Disability and Health), která se označuje zkratkou ICF a nahradila původní verzi klasifikace postižení ICIDH. Vzhledem k návaznosti ICF na původní verzi se někdy používá zkratka ICIDH-2. Nový přístup podle klasifikace ICF se u osob s postižením zaměřuje namísto jejich vad a poruch na stav funkcí a tělesných struktur, do popředí už neklade jejich omezení a postižení, ale možnosti a schopnosti konat aktivity a středem pozornosti se již nestává pouze vlastní handicap těchto osob, ale možnost jejich spoluúčasti (participace) na společenském životě. Tato klasifikace také nově uvedla i dimenzi prostředí (environment).

### Evropská unie
Práva zdravotně postižených uznává i Listina základních práv EU. V článku 26 jim přiznává „právo na opatření, jejichž cílem je zajistit jejich nezávislost, sociální a profesní začlenění a jejich účast na životě společnosti“. Evropská unie si je vědoma potřeby věnovat otázkám týkajícím se zdravotně postižených zvláštní pozornost, aby tito občané, jichž je dnes v EU asi 15 %, mohli bez omezení využívat svá nezadatelná občanská práva.

### České právo
Definice pojmu postižení či zdravotního postižení není jednotná a v různých resortech se liší.
Pro účely zákona č. 108/2006 Sb., o sociálních službách se zdravotním postižením rozumí „tělesné, mentální, duševní, smyslové nebo kombinované postižení, jehož dopady činí nebo mohou činit osobu závislou na pomoci jiné osoby“.
Zákon o zaměstnanosti č. 435/2004 Sb. vymezuje osoby se zdravotním postižením takto: Jedná se o fyzické osoby, které jsou orgánem sociálního zabezpečení uznány jako invalidní ve třetím stupni (tj. osoby s těžším zdravotním postižením) nebo v prvním či druhém stupni. Mezi osoby se zdravotním postižením se navíc řadí i fyzické osoby, které byly orgánem sociálního zabezpečení posouzeny, že již nejsou invalidní, a to po dobu 12 měsíců ode dne tohoto posouzení. Zaměstnavatelům zaměstnávajícím více než 25 zaměstnanců v pracovním poměru je podle § 81 odst. 1 zákona o zaměstnanosti uložena povinnost zaměstnávat 4% osob se zdravotním postižením. Další podrobnosti, včetně možnosti náhradního plnění, uvádí články Chráněný trh práce, Chráněné pracovní místo a další.
Průkaz osoby se zdravotním postižením (označený symbolem „TP“, „ZTP“ nebo „ZTP/P“) definuje zákon č. 329/2011 Sb.
V oblasti zdravotního pojištění se v ČR pojem postižení definuje jako stav závažného a trvalého snížení funkční schopnosti vzniklého v důsledku úrazu, nemoci či vrozené vady.

## Druhy zdravotního postižení
Podle druhu postižení lze zdravotně postižené dělit do několika skupin:
- Tělesné postižení
- Mentální postižení
- Zrakové postižení
- Sluchové postižení
- Duševní nemoci
- Kombinované postižení

## Příčiny zdravotního postižení
Nejčastějšími příčinami zdravotních postižení jsou
- Dědičnost
  - příbuzenství rodičů (incest)
- Nehoda
- Úraz
- Nemoc
- Příčiny vzniklé v prenatálním období (způsobené léky, drogami, alkoholem)
- Příčiny způsobené komplikovaným porodem
- Příčiny způsobené kombinovaným postižením[16]
- Příčiny způsobené užíváním omamných a psychotropních látek

## Podpora pro osoby se zdravotním postižením
Existuje mnoho služeb a programů, které podporují osoby se zdravotním postižením a pomáhají jim žít plnohodnotný a nezávislý život. Mezi ně patří:
- Sociální služby: Poskytují pomoc s běžnými denními činnostmi, jako je osobní hygiena, vaření a úklid.
- Asistenční služby: Pomáhají osobám se zdravotním postižením s mobilitou a komunikací.
- Speciální vzdělávání: Poskytuje vzdělávání uzpůsobené individuálním potřebám osob se zdravotním postižením.
- Rehabilitační programy: Pomáhají osobám se zdravotním postižením znovu získat funkční schopnosti a zlepšit kvalitu života.
- Státní sociální podpora: Poskytuje finanční podporu osobám se zdravotním postižením, aby mohly pokrýt náklady na péči a pomůcky.